# 빅 텐 콘퍼런스

Big 10 로고

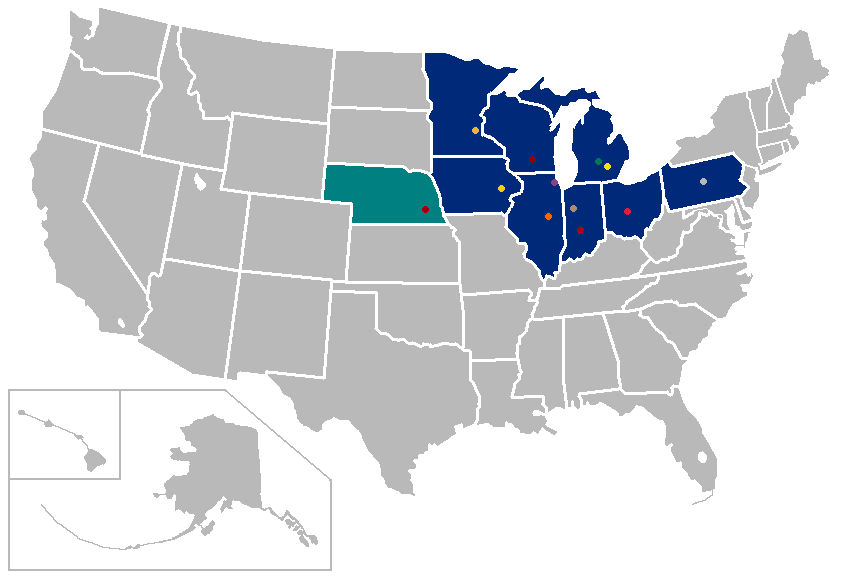
빅 텐 지역

빅 텐 콘퍼런스(Big Ten Conference, Big 10)는 미국 중서부 지역의 아이오와(Iowa, Minnesota), 네브래스카(Nebraska) 지역으로부터 동부의 펜실베이니아(Penssylvania) 지역에 이르기까지 스포츠 팀들의 명성과 더불어 학문적으로도 특화되어 명성을 날리는 최상의 수준으로 꼽히는 10개의 대학을 가리켰지만, 1990년 펜실베이니아 주립대, 2011년 네브래스카 대학교, 2014년 메릴랜드 대학교, 럿거스 대학교이 합류하면서 현재는 총 14곳이다. 미국 대학 체육 협회(NCAA) 와 미식축구(football) 등의 스포츠로 아주 유명하다.

## 회원 대학
- 인디애나 대학교, Indiana University.
- 미시간 대학교, University of Michigan.
- 미시간 주립 대학교, Michigan State University.
- 일리노이 대학교, University of Illinois at Urbana-Champaign.
- 아이오와 대학교, University of Iowa.
- 오하이오 주립 대학교, The Ohio State University.
- 노스웨스턴 대학교, Northwestern University.
- 미네소타 대학교, University of Minnesota.
- 위스콘신 대학교, University of Wisconsin–Madison.
- 퍼듀 대학교, Purdue University.
- 펜실베이니아 주립 대학교, Pennsylvania State University.
- 네브래스카 대학교, University of Nebraska-Lincoln.
- 메릴랜드 대학교, University of Maryland.
- 럿거스 대학교, Rutgers University.

## 역사

### 1896년
시카고· 일리노이· 미시간· 미네소타· 노스웨스턴· 퍼듀· 위스콘신 대학교 등으로 창시되었으며 1899년 인디애나 대학교와 아이오와 대학교, 그리고 1912년 오하이오 주립 대학교가 가입하게 된다.

### 1939년
축구 팀을 해체한 시카고 대학교는 연맹에서 공식적으로 탈퇴를 선언하며 한 때 빅 나인(Big Nine)으로 유명해지기 시작한다.

### 1949년
1949년 미시간 주립 대학교가 가입되면서 다시 10개 대학을 회원으로 갖게 되며 빅 텐 경기연맹은 전통적으로 미국에서 가장 강한 미식축구 경기연맹의 하나로, 1947년부터는 대개 그해의 우승 팀을 역사가 가장 오래된 시즌 후 초청대회인 로즈 볼에 대표로 파견했다. 이 경기연맹에 가입한 대학들간의 경기는 나중에 다른 종목으로도 확대되었다.

## 미식 축구
미국대학 미식축구는 엔에프엘 풋볼(NFL)보다는 다소 수준이 떨어지지만 프로팀과는 다른 대학미식축구 만의 재미가 있어서 굉장히 많은 팬들을 가지고 있다. 물론 학교에 따라서 팀 실력은 차이를 보이지만 비슷한 실력을 가진 학교끼리의 경기가 있는 날이면 대학도시들은 축제 분위기가 된다. 보통 대학팀별 등급은 NCAA 디비전 1-A, 1-AA, 11, NAIA 로 구분된다. 이 가운데 빅 텐 리그는 디비전 1-A리그에 포함되며 여기서의 콘퍼런스는 같은 수준의 대학이 지역별로 조직되어 있다. 특히 디비전 1-A는 규모가 가장 큰 112개 대학이 속한다.

### BCS 내셔널 챔피언십 게임
전국 챔프전 의 공식 명칭은 BCS 내셔널 챔피언십 게임이다. 볼(bowl)이라는 말은 대학 풋볼에서만 사용되던 이름이지만 1967년 처음으로NFL에서 당시 AFL과 양대리고 챔피언 결정전을 시작하면서 슈퍼볼이라는 이름을 사용하게 되면서 대학풋볼리그에서는 BSC 내셔널 챔피언 게임이라는 이름을 사용하고 있다.

### 챔피언 결정전
전국 챔피언 결정전은 BCS 1, 2위 두 팀이 맞 붙게되고, 로즈 볼은 빅 텐 챔프와 팩텐 챔프가 맞 붙게 된다. 나머지 3개의 보울 게임은 3개 콘퍼런스 SEC BIG 12 ACC 우승팀들이 출전권을 자동으로 가지게 되며 보통 내셔널 챔피언십에 나가게 되는 팀들은 소속된 콘퍼런스 챔피언일 경우가 많아서 이 때에는 나머지 4개 BCS 게임의 콘퍼런스 챔피언 자리는 그 콘퍼런스 2위 팀이 진출하게 된다.

## 남자 농구
빅 텐 회원 대학은 1904년 이후부터 농구대회에 참여하기 시작했고 1978년 이후 매 시즌마다 챔피언 결정전에 올랐다. 특히 남자 농구는 전미 최고의 실력을 자랑하며, 수많은 우승 컵을 차지했다.
한 해 평균 4팀 이상의 NCAA 남자 농구 토너먼트에 진출시켜왔으며, 특히 인디애나 대학교 5번, 미시간 대학교 2번, 위스콘신 대학교, 미시간 주립 대학교, 오하이오 주립 대학교 등은 한 번씩 우승을 차지해 왔다.
특히 오하이오 주립 대학교의 경우, 1939년 최초로 NCAA 토너먼트 챔피온 결정전에서 오리건 대학교에 패했지만, 지미 훌 선수는 첫 번째 NCAA 토너먼트 MVP에 선정되기도 하였고, 처음 3번째 토너먼트 MVP는 모두 빅 텐에서 배출되었다.
빅 텐 회원 대학 팀들은 포스트 시즌 NIT에서 역시 뛰어난 성적을 나타내었고, 1974년부터 빅 텐 대학의 팀들이 13번이나 챔피온 결정전에 올라 8번의 챔피언을 차지했다.

## NCAA 토너먼트 챔피온/ 준우승 팀 (남자 농구)
| 연도 | 챔피온              | 챔피온 | 준우승            | 준우승 |
| ---- | ------------------- | ------ | ----------------- | ------ |
| 1939 | 오리건              | 46     | 오하이오 스테이트 | 33     |
| 1940 | 인디애나            | 60     | 캔자스            | 42     |
| 1941 | 위스콘신            | 39     | 워싱턴 스테이트   | 34     |
| 1953 | 인디애나 (2)        | 69     | 캔자스            | 68     |
| 1956 | 샌프란시스코 (2)    | 83     | 아이오와          | 71     |
| 1960 | 오하이오 스테이트   | 75     | 캘리포니아        | 55     |
| 1961 | 신시내티            | 70     | 오하이오          | 65     |
| 1962 | 신시내티 (2)        | 71     | 오하이오 스테이트 | 59     |
| 1965 | UCLA (2)            | 91     | 미시간            | 80     |
| 1969 | UCLA (5)            | 92     | 퍼튜              | 72     |
| 1976 | 인디애나 (3)        | 86     | 미시간            | 68     |
| 1979 | 미시간 스테이트     | 75     | 인디애나          | 64     |
| 1981 | 인디애나 (4)        | 63     | 노스캐롤라이나    | 50     |
| 1987 | 인디애나 (5)        | 74     | 시러큐스          | 73     |
| 1989 | 미시간              | 80     | 시튼              | 79     |
| 1992 | 듀크 (2)            | 71     | 미시간            | 51     |
| 1993 | 노스캐롤라이나 (3)  | 77     | 미시간            | 71     |
| 2000 | 미시간 스테이트 (2) | 89     | 플로리다          | 76     |
| 2002 | 메릴랜드            | 64     | 인디애나          | 52     |
| 2005 | 노스캐롤라이나 (4)  | 75     | 일리노이          | 70     |
| 2007 | 플로리다 (2)        | 84     | 오하이오 스테이트 | 75     |
| 2009 | 노스캐롤라이나 (5)  | 89     | 미시간 스테이트   | 72     |
| 2013 | 루이빌              | 82     | 미시간            | 76     |
| 2015 | 듀크 (5)            | 68     | 위스콘신          | 63     |
| 2018 | 빌라노바 (3)        | 68     | 미시간            | 62     |